# Ferdinand Ekman
Ferdinand Ekman (født 21. marts 1849 i København, død sammesteds 11. november 1901) var en dansk grosserer.
Han var søn af grosserer og dampmøller Johan Peter Ferdinand Ekman og Anine Holgine Marie Jørgensen.
Ekman blev gift i Garnisons Kirke den 10. juni 1880 med operasanger Nanna Maria Andrejette Rosenstand. 
Han var ridder af Dannebrog, og er portrætteret på P.S. Krøyers gruppebillede Fra Københavns Børs. 
Ferdinand Ekman er begravet på Holmens Kirkegård.